# Oscar Goerke
Oscar A. Goerke Jr. (ur. 10 stycznia 1883 w Brooklynie, zm. 12 grudnia 1934 w Maplewood) – amerykański kolarz torowy, srebrny medalista olimpijski.

## Kariera
Największy sukces w karierze Oscar Goerke osiągnął podczas igrzysk olimpijskich w Saint Louis w 1904 roku, gdzie zdobył srebrny medal w wyścigu na 2 mile. W zawodach tych wyprzedził go jedynie jego rodak Burton Downing, a trzecie miejsce wywalczył kolejny reprezentant USA Marcus Hurley. Był to jedyny medal wywalczony przez Goerkego na międzynarodowej imprezie tej rangi. Na tych samych igrzyskach dwukrotnie zajmował czwartą pozycję: na dystansach 1 mili oraz ¼ mili przegrał walkę o podium z kolejnym rodakiem Teddym Billingtonem. Na igrzyskach w Saint Louis wziął również udział w czterech pozostałych konkurencjach kolarskich: nie ukończył rywalizacji na ⅓, 5 i 25 mil, a w wyścigu na ½ mili odpadł we wczesnej fazie. Oscar Goerke nigdy nie zdobył medalu na torowych mistrzostwach świata.